# BASE skakanje
BASE skakanje (engl. Base jumping) je sport, u kojem padobranac skače sa nepokretnih objekata (zgrada, antena, mostova, stena, planinskih vrhova, itd). Većina BASE skakača dolazi iz redova padobranaca koji inače skaču iz vazduhoplova.

## Pojam BASE
BASE je engleska skraćenica za Building (zgrada), Antenna (antena - stub), Span (most, luk, kupola), i Earth (stijena ili neka druga prirodna formacija), i ukazuje na to sa kojih objekata BASE padobranci obavljaju svoje skokove.

## Zakonska regulativa
U brojnim državama ova vrsta padobranstva je zabranjena, tako da brojni skakači padobranski skok izvode protivzakonito, zbog čega bivaju hapšeni i kažnjavani. Zato mnogi BASE skakanje svrstavaju u ekstremni oblik padobranstva. 

## Oprema za izvođenja skoka
BASE skakanje se izvodi uz pomoć posebno oblikovanog padobrana, i posebnog načina slaganje padobrana. Padobranac sa sobom ne nosi rezervni padobran. S obzirom na relativno male visine sa kojih BASE skakači izvode skok rezervni padobran je nepotreban, pa čak može biti i opasan, zbog mogućnosti umotavanja u kupolu ili veze padobrana i kratkoće vremena za odbacivanja glavnog padobrana i „punjenje“ kupole rezervnog padobrana nakon odbacivanja glavnog padobrana.
U poslednje vreme skokovi se izvode uz pomoć specijalno oblikovanog odela u obliku krila, sačinjenog od platna koje spaja ruke sa trupom i prostor između nogu, tako da kada ispruže udove, skakač formira neku vrstu krila pomoću kojih može manevarisati. I dok je u slobodnom skoku odnos klizanja približan odnosu 1 (za svaki metar u padu skakač se kreće manje od jednog metra horizontalno u odnosu na tačku skoka), a sa ovim odelom moguće je postići da taj odnos bude 4. Sa ovim odelima, osećaj brzine je bolji od onog u slobodnom pada i ako je sam skok manje akrobatski, a mogu se izvesti i spektakularni manevri sličnim onima koji izvode ptice u letu.

## Istorija
Iako je ova vrsta skakanja, za mnoge, relativno mlada ona je praktično najstariji disciplina u padobranstvu. To potvrđuje činjenica da je oko 1615. ili 1616. hrvat Faust Vrančić objavio je crtež četvorougaonog padobrana, i kao 65-godišnjak, teško bolestan i nedugo pre smrti - sa padobranom sopstvene konstrukcije izveo prvi uspešan skok (u zavisnosti od izvora) sa zvonika Bazilike sv. Marka u Veneciji ili sa 86 metara visokog zvonika katedrale svetoga Maritna u Bratislavi.
Do 1980. godine samo nekoliko ljudi skakalo je klasičnim padobranom i to samo sa pojedinih vrsta objekata. Među prvima, koji su uspešno skočili sa sva četiri BASE objekta (most, antena, litica i visoka zgrada) bili su Carl Boenish i njegova supruga Jean Boenish
Sa druge strane, treba naglasiti da je istorija padobranstva započela skakanjem sa objekta, zbog nedostataka odgovarajućih vazduhoplova za tu namenu: 
- 1912. Austrijanac Franz Reichelt (poznat i kao „Šišmiš“), skočio je sa Ajfelovog tornja padobranom sopstvene konstrukcije. Skok se nažalost tragično završio.
- 1963. Hartmut Huber iz Minhena skočio je pet puta sa već otvorenim padobranom.
- 1965. Erich Felbermayr iz Velsa skočio je sa litice u Dolomitskim Alpima.
- 1966. Wolf Weitzenböck takođe je skočio sa jedne od stena u Dolomitima.
- 1970. Berthold Rubin iz Kelna skočio je sa mosta Europabrücke kod Insbruka, visokog 190 metara..
- 1975. Owen Quinn skočio je sa zgrade Svetskog trgovinskog centra u Njujorku.
- 1981. Phil Smith i Phil Mayfield bili su prvi padobranci na svetu koji su skočili sa svih BASA objekata, u četiri zajednička skoka.
- 1982. Klaus Heller iz Minhena skočio je sa mosta Kochertalbrücke, visokog 185 metara.
- 1984. Rainer Nowak skočio je sa Olimpijskog tornja u Minhenu. Otprilike u isto vreme BASE skokovi su izvedeni i sa Trollveggen u Norveškoj.
- 2008 je po prvi put prvenstvo iz BASE skakanja održano u Španiji sa Gran Hotel Bali u Benidormu uz učešće više od 30 skakača iz svih krajeva sveta. U Španiji se nastavlja manifestacija Gran Hotela Bali pod nazivom BASE JUMP Extreme World Championship u produkciji Pixiona.

U Sjedinjenim Američkim Državama svake godine u oktobru (uvek treće subote u mesecu) organizuje se najverovatnije najveći legalni događaj BASE skakanja na svetu: „Brige day“ (Most Dan) u Zapadnoj Virdžiniji: Most sa koga se skače nalazi se u Parku prirode i skokovi su dopušteni samo u okviru određenog vremenskog perioda - od devet ujutro do tri popodne.

## Smrtni slučajevi
- BASE skakanje od 2006. godine ima ukupnu stopu smrtnost koja se procenjuje na oko jedan smrtni slučaj na šezdesetak skakača.[3]
- Proučavanjem rezultat 20.850 BASE skokova sa istog mesta (Kjerag masiva u Norveškoj) evidentirano je devet smrtnih slučajeva u periodu od 11 godina 1995—2005, ili 1 smrtni slučaj na svakih 2.317 skokova.[4]
- Međutim, evidentirano je da je na tom mestu, 1 od svakih 254 skokova u tom razdoblju rezultovao nesmrtronosnom nesrećom.[4]
- BASE skok je jedan od najopasnijih rekreativnih aktivnosti u svetu, sa stopom smrtnosti i povreda koja je do 43 puta veća od skokova padobranom iz vazduhoplova.[4]

## Poznata skakališta
- Kjerag, Norveška
- Ściana Troli, Norveška
- Engelberg, Švajcarska
- Lauterbrunnental, Švajcarska
- El Capitan, SAD
- Glacier Point, SAD
- Half Dome, SAD
- New River Gorge Bridge, SAD
- Anđeoski voodopad, Venecuela
- Jungfrau, Švajcarska

## Spoljašnje veze
- „Parachuting from fixed objects: descriptive study of 106 fatal events in BASE jumping 1981–2006”. Архивирано из оригинала 18. 01. 2013. г. Приступљено 17. 09. 2023.
- Luigi Cani base jumps off a cliff
- A Sport to Die For ESPN, Michael Abrams